# Landschaftsschutzgebiet Heckenlandschaft am Galgenberg

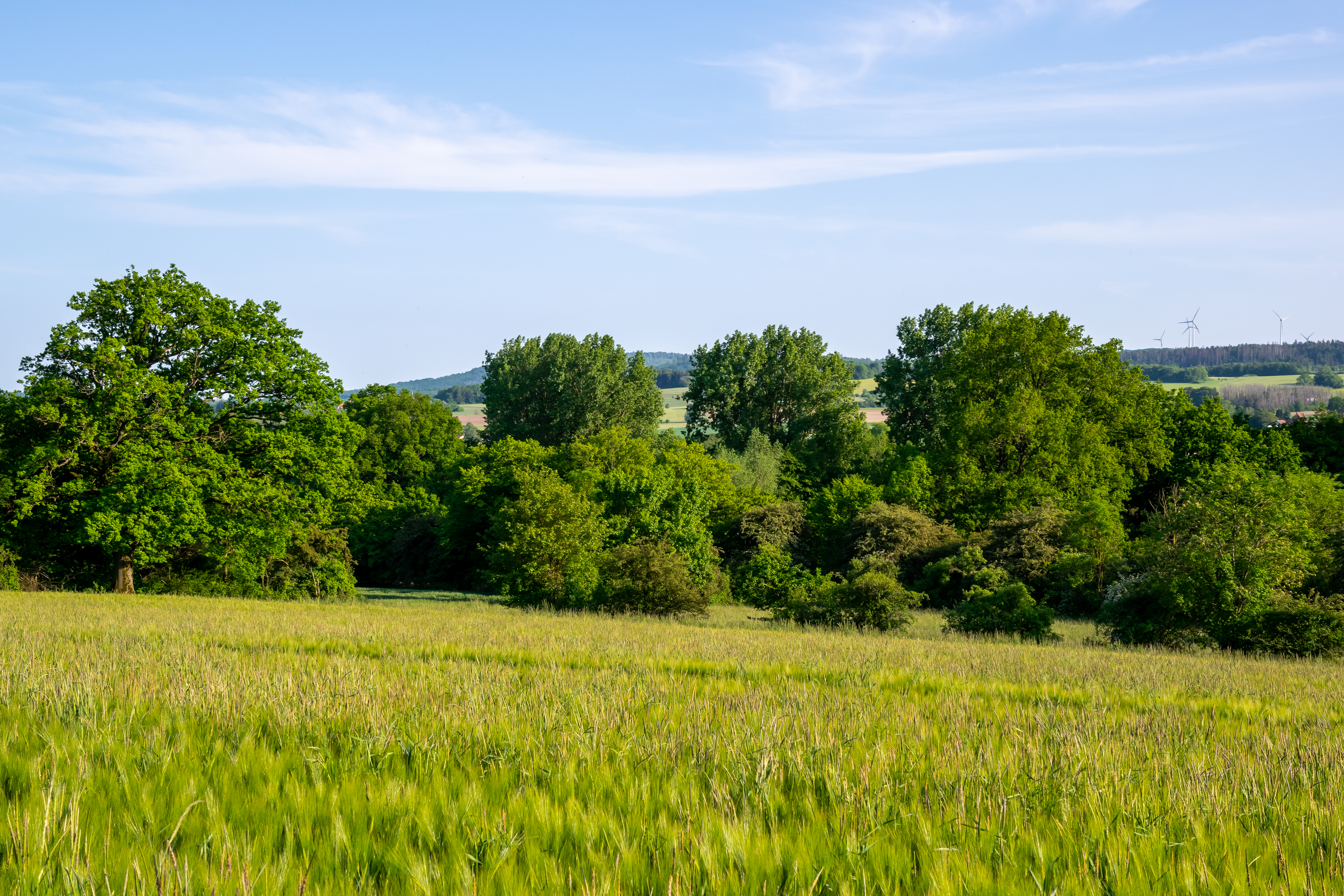
Landschaftsschutzgebiet Heckenlandschaft am Galgenberg

Das Landschaftsschutzgebiet Heckenlandschaft am Galgenberg mit etwa 11,5 ha Flächengröße liegt im Stadtgebiet von Horn-Bad Meinberg. Es wurde 2005 mit dem Landschaftsplan  Nr. 10 Horn-Bad Meinberg/Schlangen durch den Kreistag des Kreises Lippe als Landschaftsschutzgebiet (LSG) ausgewiesen.

## Beschreibung
Das Landschaftsschutzgebiet liegt nordwestlich von Horn. Das LSG umfasst ein heckenreiches Grünlandgebiet mit Obstweiden und kleineren Gewässerläufen. Die Hecken werden örtlich von alten markanten Überhältern überragt. Laut Landschaftsplan wird das Gebiet extensiv genutzt.
Das Naturschutzgebiet Wiembecketal grenzt südlich direkt an das LSG.

## Schutzzwecke für das LSG
Laut Landschaftsplan erfolgte die Ausweisung des LSG
- „zur Erhaltung der Leistungsfähigkeit des Naturhaushaltes,“
- „zur Erhaltung und Wiederherstellung eines Waldbereiches mit unterschiedlichen Feuchtestufen,“
- „zur Erhaltung eines Waldkomplexes in der Zerfallphase, wegen der Eigenart und Schönheit des alten Hudewaldes,“
- „zur Sicherung der das Landschaftsbild prägenden Alt- und Totholzbestände.“[1]

## Rechtliche Vorschriften
Im Landschaftsschutzgebiet ist unter anderem das Errichten bzw. Anlegen von Bauten und Fischteichen verboten. Grün- und Brachland darf nicht in eine andere Nutzungsart umgewandelt oder umgebrochen werden. Es ist im LSG verboten, Hunde frei laufen zu lassen, ausgenommen ist die ordnungsgemäße Jagd und Hof- und Gartenbereiche. Obstbäume auf Obstwiesen und Einzelbäume dürfen nur gefällt werden, wenn dies einvernehmlich mit der Unteren Landschaftsbehörde abgestimmt wurde und entsprechende Ersatzbäume gepflanzt werden. Das LSG besteht aus vier Teilflächen.